# Microchilus riopalenquensis
Microchilus riopalenquensis är en orkidéart som beskrevs av Paul Ormerod. Microchilus riopalenquensis ingår i släktet Microchilus och familjen orkidéer. Inga underarter finns listade i Catalogue of Life.